# 福岡県立黒木高等学校
福岡県立黒木高等学校（ふくおかけんりつくろぎこうとうがっこう）は、福岡県八女郡黒木町（現・八女市）にあった県立の高等学校。
2007年度（平成19年度）より募集停止となり、それまでの入学者が卒業した2009年（平成21年）3月末をもって廃校となった。校地・校舎・施設は2004年（平成16年）に開校した福岡県立輝翔館中等教育学校に継承された。

## 概要
歴史
1925年（大正14年）創立の「黒木実業女学校」を前身とする。1939年（昭和14年）に高等女学校に改組された後、1948年（昭和23年）の学制改革により、新制高等学校となる。翌1949年（昭和24年）に男女共学を開始。2009年（平成21年）3月末をもって閉校し、84年の歴史に幕を下ろした。
設置課程・学科
全日制課程
- 普通科
  - 福祉・看護コース

校訓
「至誠・自立・叡智」

## 沿革
旧制・実業学校、高等女学校時代
- 1925年（大正14年）
  - 6月10日 - 「黒木町外六ヶ村立黒木実業女学校」として創立。
  - 8月5日 - 開校式を挙行。
- 1927年（昭和2年）4月17日 -「黒木町外六ヶ村学校組合立福岡県黒木女学校」に改称。
- 1935年（昭和10年）4月1日 - 県営移管により、「福岡県黒木高等実業女学校」に改称。
- 1936年（昭和11年）4月1日 - 研究科を設置。
- 1939年（昭和14年）4月1日 - 「福岡県立黒木高等女学校」に改組・改称。
- 1947年（昭和22年）4月1日 - 高等女学校としての募集を停止。学制改革により、新制中学校を併設し（以下・併設中学校）、高等女学校1・2年修了者を新制中学校2・3年生として収容。
- 1948年（昭和23年）
  - 4月1日 - 学制改革により、新制高等学校「福岡県立黒木高等学校」に改組・改称（この時点では女子校）。併設中学校を継承し、1946年（昭和21年）に高等女学校へ最後に入学した3年生のみとなった。
  - この年 - 定時制課程を設置。
- 1949年（昭和24年）
  - 3月31日 - 最後の卒業生を送り出し、併設中学校を廃止。
  - 4月1日 - 男女共学を開始。
- 1962年（昭和37年）4月1日 - 定時制課程の募集を停止。
- 1965年（昭和40年）3月31日 - 定時制課程を廃止。
- 2004年（平成16年）4月1日 - 福岡県立輝翔館中等教育学校が併設される。
- 2007年（平成19年）4月 - 生徒募集を停止。
- 2009年（平成21年）3月31日 - 閉校。

## 著名な出身者
- 鹿子生浩輝 - 政治学者、東北大学教授